# Max Schell
Max Schell (* 4. Juli 2003) ist ein deutscher Basketballspieler.

## Werdegang
Schell spielte in der Jugendabteilung von Grün-Weiß Nottuln und wurde ab 2015 beim UBC Münster gefördert, besuchte das Pascal-Gymnasium in Münster. In der Saison 2019/20 sammelte der Linkshänder zusätzlich beim Regionalligisten TuS 59 Hamm Erfahrung im Erwachsenenbereich und wurde 2020 ins Aufgebot von Münsters Mannschaft in der 2. Bundesliga ProB aufgenommen. Er nahm in der Saison 2020/21 an zwei Spielen der ProB-Mannschaft teil.
In der Sommerpause 2021 wechselte Schell zum Bundesligisten EWE Baskets Oldenburg, kam neben seinen Spielen im Jugendbereich auch beim Regionalligisten Baskets Juniors TSG Westerstede zum Einsatz. Seinen ersten Einsatz für Oldenburg in der Basketball-Bundesliga erhielt der Flügelspieler unter Trainer Ingo Freyer Ende April 2022 gegen Würzburg.